# Stowarzyszenie Sędziów Żużlowych
Stowarzyszenie Sędziów Żużlowych (SSŻ) – stowarzyszenie zrzeszające obecnych i byłych sędziów żużlowych z siedzibą w Gubinie.
Wcześniej interesy sędziów były reprezentowane przez wybierane przez nich Kolegium Sędziów, będące częścią Głównej Komisji Sportu Żużlowego – Przewodniczący Kolegium Sędziów stawał się członkiem GKSŻ. Po reorganizacji GKSŻ jesienią 2005, Kolegium Sędziów zostało zlikwidowane.

## Władze Stowarzyszenia
Pierwsze Walne Zebranie Członków odbyło się 11 czerwca 2006 w Lesznie.

### Zarząd SSŻ
- Marek Wojaczek – prezes
- Ryszard Bryła
- Marek Czernecki
- Jan Banasiak
- Andrzej Terlecki

### Komisja Rewizyjna
- Zdzisław Fyda
- Piotr Lis
- Leszek Demski

### Walne Zebranie Członków
Według informacji z 11 czerwca 2006, SSŻ zrzeszało 23 obecnych sędziów żużlowych (członkowie zwyczajni), 2 byłych (członkowie nadzwyczajni) i jednego członka wspierającego.

## Grupy Robocze
W ramach SSŻ działa sześć Grup Roboczych:
1. Rejestracji i archiwizacji. Odpowiedzialny Ryszard Bryła
2. Systemu oceny i wyznaczania sędziów. Odpowiedzialny Jan Banasiak
3. Regulaminowa. Odpowiedzialny Tomasz Proszowski
4. Kontaktów międzynarodowych. Odpowiedzialny Andrzej Terlecki
5. Medialna. Odpowiedzialny Marek Wojaczek
6. Nagród, wyróżnień, pomocy. Odpowiedzialny Marek Czernecki